# Amori pericolosi
Amori pericolosi è un film a episodi del 1964 diretto da Alfredo Giannetti, Carlo Lizzani e Giulio Questi.